# Isaac Todhunter
Isaac Todhunter, (23 novembre 1820 — 1er mars 1884), est un mathématicien anglais connu pour ses livres sur les mathématiques et sur l'histoire des mathématiques. Il est membre de la Royal Society.

## Biographie
Fils de  George Todhunter, un non-conformiste, et de Mary née Hume, il nait à Rye dans le Sussex. Il est éduqué à Hastings où sa mère a ouvert une école après la mort de son père en 1826. Il devient ensuite professeur assistant à l'école de Peckham tout en suivant des cours du soir à l'Université de Londres où il est influencé par Augustus De Morgan. Il obtient en 1842 une bourse de mathématiques et obtient son B.A. à l'Université de Londres puis la médaille d'or pour son M.A.. Il devient professeur de mathématiques dans une école de Wimbledon.
Todhunter rentre en 1844 au St John's College, Cambridge. Il sort Wrangler en 1848 et gagne le premier Prix Smith et le Prix Burney.
Il commence à travailler en tant que professeur d'université et que professeur privé en 1849. Il est fait membre en 1862 de la Royal Society. Il devient en 1865 membre de la Société de Mathématiques de Londres. Il reçoit le Prix Adams en 1871 et est élu au conseil de la Royal Society.
Sa vue commence à décroitre en 1880 et il devient paralysé peu après.

## Vie privée
Todhunter se marie le 13 août 1864 avec Louisa Anna Maria, la fille la plus âgée du Capitaine (plus tard Amiral) George Davies, R.N.. Ils ont quatre garçons et une fille.
Il meurt le 1er mars 1884 dans sa résidence au 6 Brookside, Cambridge. Une tablette murale et un portrait en médaillon sont placés par sa veuve dans la chapelle de son université. 
Todhunter connaissait le latin et le grec et était familier avec le français, l'allemand, l'espagnol, le russe, l'hébreu et le sanskrit.

## Écrits
- Treatise on the Differential Calculus and the Elements of the Integral Calculus (1852, 6th ed., 1873)
- Treatise on Analytical Statics (1853, 4th ed., 1874)
- Treatise on the Integral Calculus (1857, 4th ed., 1874)
- Treatise on Algebra (1858, 6th ed., 1871)
- Treatise on Plane Coordinate Geometry (1858, 3rd ed., 1861)
- Plane Trigonometry (1859, 4th ed., 1869)
- Spherical Trigonometry (1859)
- History of the Calculus of Variations (1861)
- Theory of Equations (1861, 2nd ed. 1875)
- Examples of Analytical Geometry of Three Dimensions (1858, 3rd ed., 1873)
- Mechanics (1867)
- History of the Mathematical Theory of Probability from the Time of Pascal to that of Lagrange (1865)
- Researches in the Calculus of Variations (1871)
- History of the Mathematical Theories of Attraction and Figure of the Earth from Newton to Laplace (1873)
- Elementary Treatise on Laplace's, Lame's and Bessel's Functions (1875)
- Natural Philosophy for Beginners (1877).
- The History of the Theory of Elasticity, travail inachevé, est édité et publié à titre posthume en 1886 par Karl Pearson.